# Culicoides bassetorum
Culicoides bassetorum är en tvåvingeart som beskrevs av Callot, Kremer och Molet 1973. Culicoides bassetorum ingår i släktet Culicoides och familjen svidknott.
Artens utbredningsområde är Lesotho. Inga underarter finns listade i Catalogue of Life.